# Carl Samuelsson
Carl Samuel Samuelsson, född den 24 september 1876 i Hällefors församling, Örebro län, död den 15 november 1947 i Stockholm, var en svensk läkare.
Samuelsson blev student i Västmanlands-Dala nation vid Uppsala universitet 1895. Han avlade medicine kandidatexamen där 1901 och medicine licentiatexamen vid Karolinska institutet 1906, varefter han studerade i Berlin 1907. Samuelsson var underläkare vid Loka brunn 1899–1902, fältläkarestipendiat av andra och första klassen 1903–1905, amanuens vid Serafimerlasarettets poliklinik för öron-, näs- och halssjukdomar 1906–1908, andre kirurg vid Kronprinsessan Lovisas vårdanstalt för sjuka barn 1909, amanuens vid Karolinska institutet 1910, amanuens vid Sabbatsbergs sjukhus öronavdelning 1910–1912, innehavare av upprepade förordnanden som överläkare där, konsulterande öronläkare vid Sankt Eriks sjukhus 1915–1935 och föreståndare för dess öronavdelning 1935–1942. Han blev riddare av Vasaorden 1927 och kommendör av andra klassen av Nordstjärneorden 1939.